# Yankee Rose
«Yankee Rose» es una canción del músico estadounidense David Lee Roth, escrita por Roth y el guitarrista Steve Vai. Fue el primer sencillo del álbum Eat 'Em and Smile del mismo año. La canción fue grabada como un tributo a la Estatua de la Libertad en Nueva York.

## Créditos
- David Lee Roth - voz
- Billy Sheehan - bajo
- Steve Vai - guitarra
- Gregg Bissonette - batería